# Forêt d'El Mouradia
La forêt d'El Mouradia ou forêt de l'Atlas ou Bois de Boulogne est une forêt située à El Mouradia dans la wilaya d'Alger. Elle est gérée par la Conservation des forêts d'Alger (CFA) sous la tutelle de la Direction générale des forêts (DGF).

## Localisation
La forêt d'El Mouradia est située à 18 kilomètres à l'est d'Alger, à 70 kilomètres à l'est de Tipaza et à 4 kilomètres de la Mer Méditerranée. Elle est localisée dans la commune d'El Mouradia.

## Présentation
La forêt d'El Mouradia est régie par le décret no 84-45 du 18 février 1984, modifié et complété par le décret no 07-09 du 11 janvier 2007. Elle s'étend sur 23 hectares.

## Historique

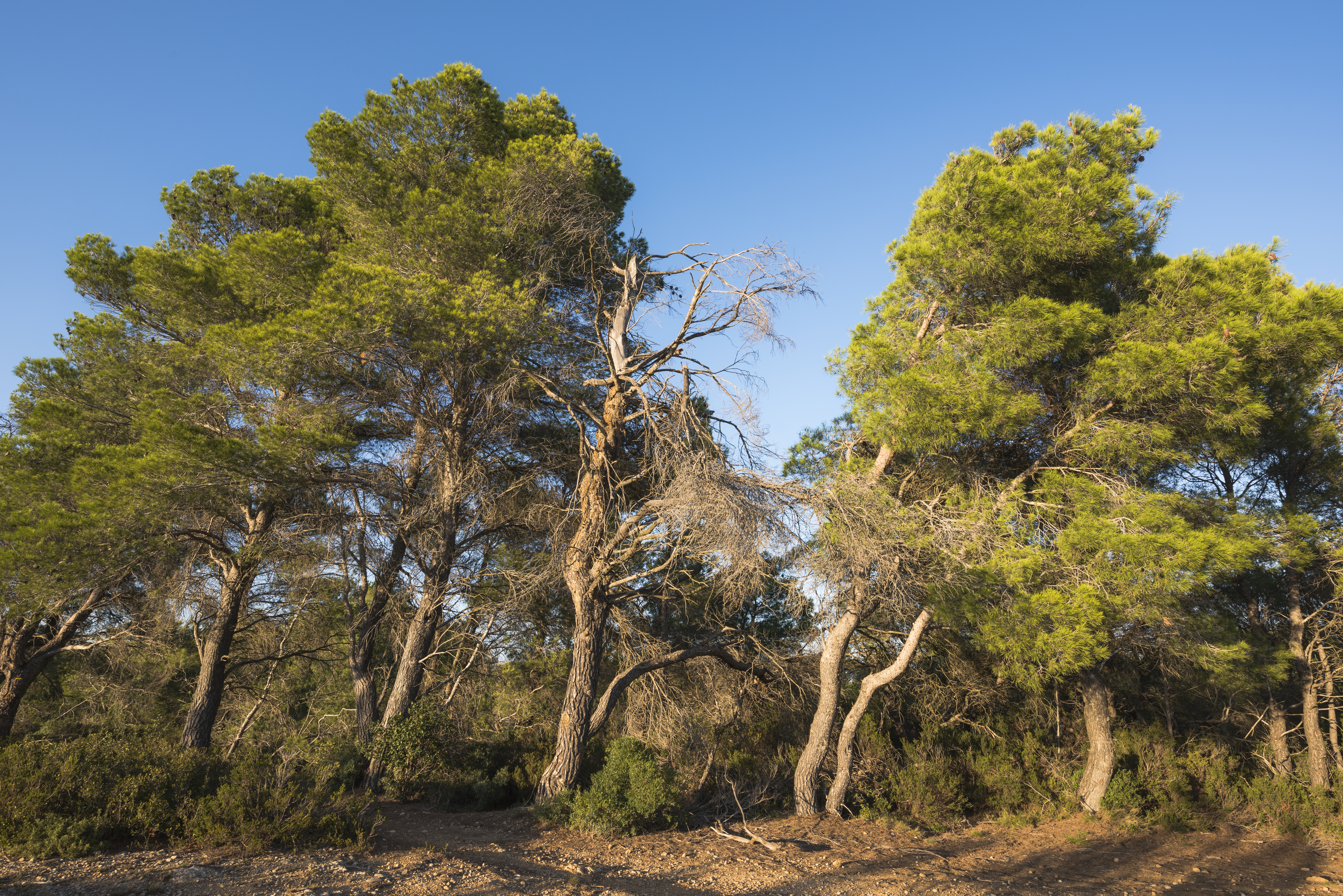
Pin d'Alep (Pinus halepensis).

La forêt d'El Mouradia, qui longe l'avenue Boudjemaa Souidani, s'appelait Bois de Boulogne avant l'indépendance de l'Algérie en 1962. Après l'indépendance, elle est rebaptisée Forêt de l'Atlas.
Cette forêt est une pinède centenaire placée sous l'autorité de la présidence de la République algérienne démocratique et populaire. Le bois renferme plusieurs espèces d'arbres dont le pin parasol, le pin d'Alep, le pin pignon, l'eucalyptus et l'oléastre.

## Reboisement
La forêt d'El Mouradia est un site forestier boisé dans le cadre du plan national de reboisement par lequel a été aménagé une superficie d'environ 30 ha pour la mise à niveau d'un espace naturel de détente et de loisir à Alger.

## Faune
La faune de la forêt d'El Mouradia est riche en diversité zoologique, ornithologique et entomologique.

### Mammifères

#### Hérisson d'Algérie
On rencontre le hérisson d'Algérie (Atelerix algirus') dans cette forêt algéroise. C'est un hérisson à ventre blanc vivant dans les régions côtières d'Algérie. Il est de couleur pâle et pèse de 700 à 950 g. Ce hérisson est une espèce protégée sur tout le territoire algérien.

#### Lapin de garenne

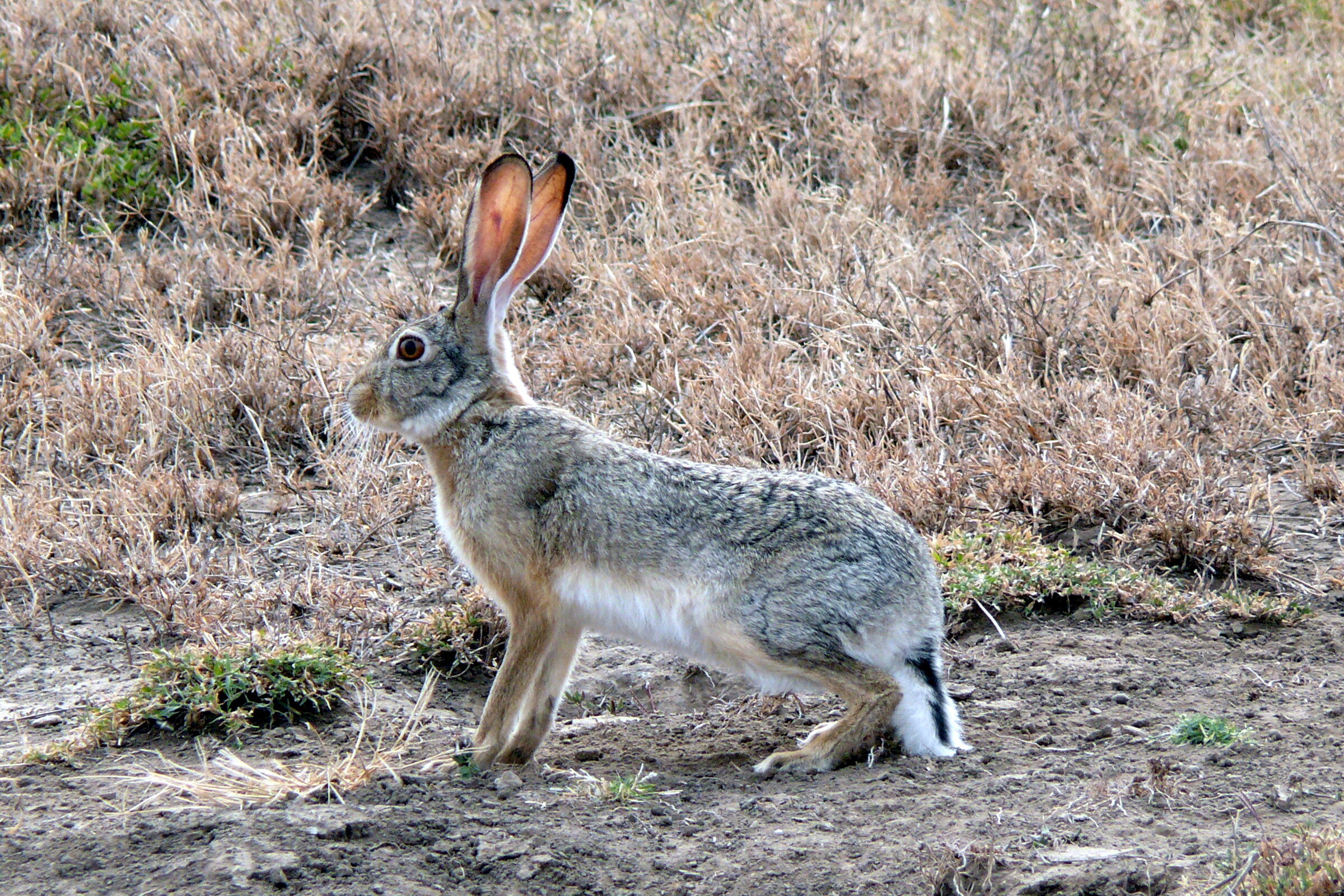
Lièvre du Cap

Le lapin de garenne (Oryctolagus cuniculus) est un mammifère lagomorphe dont les effectifs sauvages sont communs en Algérie mais en déclin.

#### Lièvre du cap
Le lièvre du Cap (Lepus capensis) est un rongeur.

#### Sanglier
Le sanglier (Sus scrofa) colonise quasiment tous les habitats au niveau de cette forêt. Lorsque le sol est humide, cet animal retourne la terre grâce à ces forts butoirs à la recherche d’invertébré et les racines des plantes. Sa longévité varie entre 8 et 10 ans.